# Liège-Bastogne-Liège 2018
Liège-Bastogne-Liège 2018 a fost ediția a 104-a a cursei clasice de ciclism Liège-Bastogne-Liège, cursă de o zi, care a fost programată să se desfășoare pe 22 aprilie 2018. S-a desfășurat pe distanța de 258,5 de kilometri. Cursa a fost câștigată de ciclistul luxemburghez Bob Jungels de la Quick-Step Floors.

## Echipe
Toate cele 18 echipe din UCI WorldTeams au fost invitate în mod automat și au fost obligate să participe la cursă. Șapte echipe au primit wild card-uri.

### Echipe UCI World
- Ag2r-La Mondiale
- Astana
- Bahrain–Merida
- BMC Racing Team
- Bora–Hansgrohe
- Team Dimension Data
- CCC Pro Team
- EF Education First
- LottoNL–Jumbo
- Lotto–Soudal
- Mitchelton–Scott
- Movistar Team
- Quick-Step Floors
- Team Katusha-Alpecin
- Team Sky
- Team Sunweb
- Trek-Segafredo
- UAE Team Emirates
- Groupama–FDJ

### Echipe continentale profesioniste UCI
- Aqua Blue Sport
- Cofidis
- Total Direct Énergie
- Fortuneo–Samsic
- Sport Vlaanderen–Baloise
- Circus–Wanty Gobert
- WB Aqua Protect Veranclassic

## Rezultate
| Loc | Concurent          | Echipă            | Timp       |
| --- | ------------------ | ----------------- | ---------- |
| 1   | Bob Jungels        | Quick-Step Floors | 6h 24' 44" |
| 2   | Michael Woods      | EF Pro Cycling    | +37"       |
| 3   | Romain Bardet      | Ag2r-La Mondiale  | +37"       |
| 4   | Julian Alaphilippe | Quick-Step Floors | +39"       |
| 5   | Domenico Pozzovivo | Bahrain–Merida    | +39"       |
| 6   | Enrico Gasparotto  | Bahrain–Merida    | +39"       |
| 7   | Davide Formolo     | Bora–Hansgrohe    | +39"       |
| 8   | Roman Kreuziger    | Mitchelton–Scott  | +39"       |
| 9   | Sergio Henao       | Team Sky          | +39"       |
| 10  | Jakob Fuglsang     | Astana            | +39"       |

## Legături externe
- en Site web oficial
- Liège-Bastogne-Liège 2018 – ProCyclingStats

1. ↑  „UCI announces 2018 road calendar”. Cycling News. Accesat în 20 octombrie 2017.
2. ↑  „2018 UCI WorldTour calendar unveiled”. Velon. Arhivat din original la 25 septembrie 2017. Accesat în 20 octombrie 2016.
3. ↑  „ASO maakt wildcards Waalse koersen bekend - WielerFlits”. Accesat în 22 aprilie 2019.